# Harderode
Harderode ist ein Ortsteil des Fleckens Coppenbrügge im niedersächsischen Landkreis Hameln-Pyrmont.

## Lage

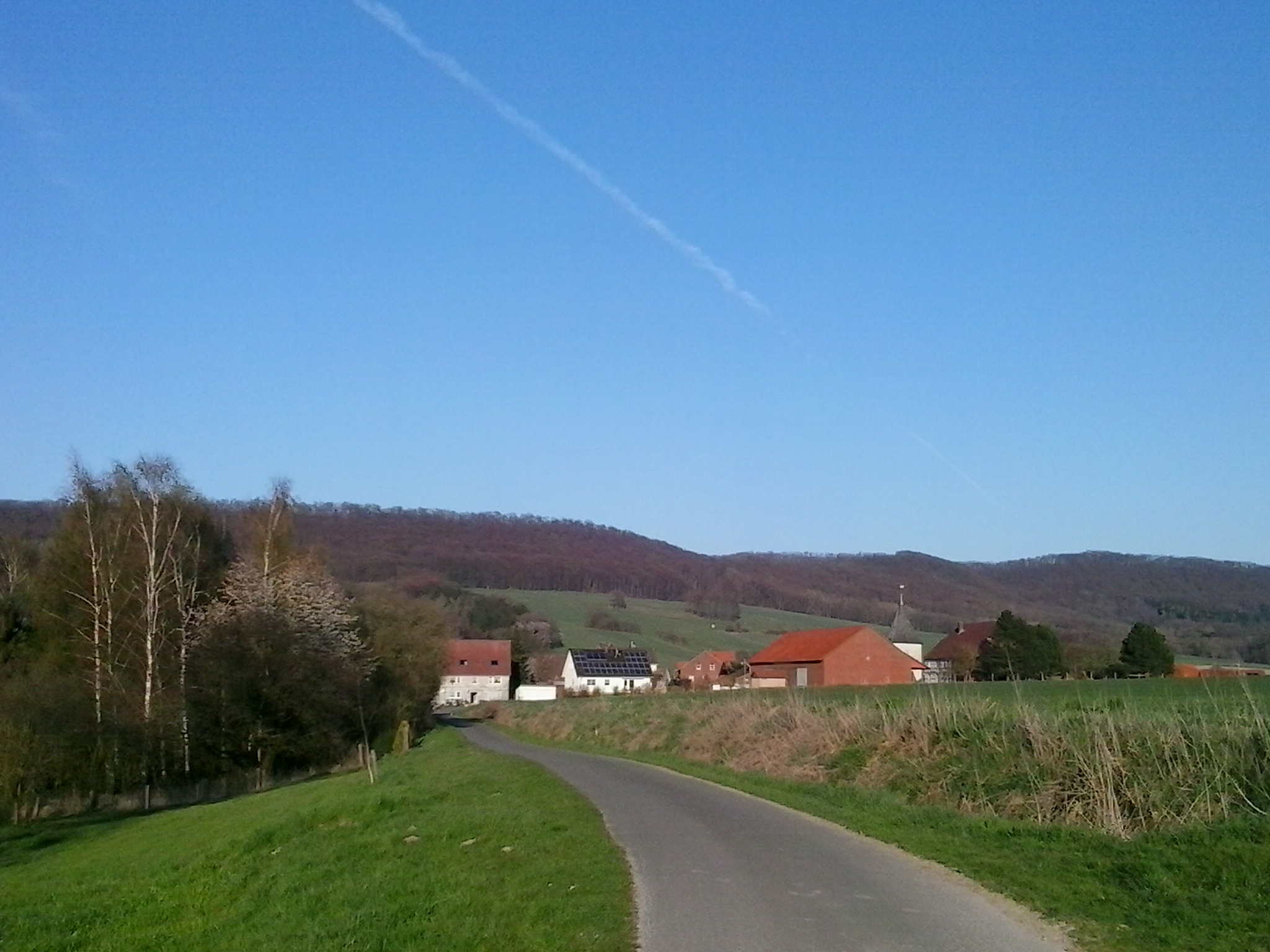
Harderode im Hintergrund der Ith

Der Ort liegt im Ilsetal am Südwesthang des Ith zwischen Bisperode und Halle (Weserbergland). Durch den Ort führt die Landesstraße 588. Das 2715 ha große Naturschutzgebiet Ith liegt einen Kilometer entfernt östlich.

## Geschichte
Harderode wurde 990/91 erstmals als Hiris Witherothe erwähnt. 1330 wurde es als Herderode bezeichnet, 1385 als Hersederode und 1510 als Harderode. 1940 bis 1958 wurde eine Wirtschaftliche Frauenschule dort betrieben, die später zur Landfrauenschule Trillke-Gut in Hildesheim zurückkehrte.

### Eingemeindungen
Ursprünglich zum Landkreis Holzminden gehörig, kam Harderode am 1. Januar 1973 zum Flecken Coppenbrügge im Landkreis Hameln-Pyrmont.

### Einwohnerentwicklung
| Jahr | Einwohner | Quelle |
| ---- | --------- | ------ |
| 1539 | 0027 ¹    |        |
| 1663 | 186       |        |
| 1774 | 272       |        |
| 1827 | 386       |        |
| 1885 | 390       |        |
| 1910 | 433       | [ 5 ]  |
| 1914 | 462       |        |
| 1925 | 386       | [ 6 ]  |

| Jahr | Einwohner | Quelle |
| ---- | --------- | ------ |
| 1933 | 354       | [ 6 ]  |
| 1939 | 347       | [ 6 ]  |
| 1947 | 785       |        |
| 1950 | 692       | [ 1 ]  |
| 1961 | 448       |        |
| 1970 | 438       |        |
| 1990 | 402       |        |
| 2006 | 380       |        |

¹ nur Männer angegeben

## Politik
Ortsrat und Ortsbürgermeister
Der Ortsrat der Ortschaft Bisperode vertritt auf kommunaler Ebene die Coppenbrügger Ortsteile Behrensen, Bessingen, Bisperode, Diedersen und Harderode.

## Kultur und Sehenswürdigkeiten
Bauwerke
- Dorfkirche

## Persönlichkeiten
Söhne und Töchter des Ortes
- Friedrich Greve (1892–1956), Politiker (SPD)

## Belege
1. 1 2  
Statistisches Bundesamt (Hrsg.): Amtliches Gemeindeverzeichnis für die Bundesrepublik Deutschland. Endgültige Ergebnisse nach der Volkszählung vom 13. September 1950. Band 33. W. Kohlhammer Verlag, Stuttgart/Köln August 1952, S. 36, Sp. 2 (Digitalisat [PDF; 26,4 MB; abgerufen am 11. November 2019] Landkreis Holzminden, S. 45).
2. ↑  
Landkreis Hameln-Pyrmont (Hrsg.): Nahverkehrsplan 2023 – 2027 / ANLAGE 1 – Einwohnerzahlen Ortsteile 2022. 30. Juni 2022, S. 2 (hameln-pyrmont.de [PDF; 406 kB; abgerufen am 8. November 2024]).
3. ↑  
Ortrud Wörner-Heil: Frauenschulen auf dem Lande – Reifensteiner Verband (1897–1997) (= Schriftenreihe des Archivs der deutschen Frauenbewegung. Band 11). Archiv der Frauenbewegung, 1997.
4. ↑  
Statistisches Bundesamt (Hrsg.): Historisches Gemeindeverzeichnis für die Bundesrepublik Deutschland. Namens-, Grenz- und Schlüsselnummernänderungen bei Gemeinden, Kreisen und Regierungsbezirken vom 27.5.1970 bis 31.12.1982. W. Kohlhammer, Stuttgart / Mainz 1983, ISBN 3-17-003263-1, S. 195 (Statistische Bibliothek des Bundes und der Länder [PDF; 41,1 MB]).
5. ↑  
Ulrich Schubert: Gemeindeverzeichnis Deutschland 1900 – Kreis Holzminden. Angaben vom 1. Dezember 1910. In: gemeindeverzeichnis.de. 5. Januar 2020, abgerufen am 10. März 2021.
6. 1 2  
Michael Rademacher: Landkreis Holzminden. Online-Material zur Dissertation, Osnabrück 2006. In: eirenicon.com. (Siehe unter: Nr. 30).